# Sirník
Sirník (em húngaro: Szürnyeg) é um município da Eslováquia, situado no distrito de Trebišov, na região de Košice. Tem 5,82 km² de área e sua população em 2018 foi estimada em 573 habitantes.

## Demografia
| Ano:        | 1994 | 2004   | 2014   | 2024   |
| ----------- | ---- | ------ | ------ | ------ |
| Broj ljudi: | 592  | 603    | 598    | 550    |
| Razlika:    |      | +1,85% | -0,82% | -8,02% |

| Ano:               | 2023 | 2024   |
| ------------------ | ---- | ------ |
| Número de pessoas: | 552  | 550    |
| Diferença:         |      | -0,36% |